# Marita Lange
Marita Lange (Halle, República Democrática Alemana, 22 de junio de 1943) es una atleta alemana retirada, especializada en la prueba de lanzamiento de peso en la que llegó a ser subcampeona olímpica en 1968.

## Carrera deportiva
En los JJ. OO. de México 1968 ganó la medalla de plata en el lanzamiento de peso, llegando hasta los 18.78 metros, tras su compatriota Margitta Gummel que con 19.61 metros batió el récord del mundo, y por delante de la soviética Nadezhda Chizhova (bronce).